# Station Hamburg-Stadthausbrücke
Station Hamburg-Stadthausbrücke (Bahnhof Hamburg-Stadthausbrücke, kort Stadthausbrücke) is een spoorwegstation in het stadsdeel Neustadt van de Duitse plaats Hamburg, in de gelijknamige stadstaat. Het station is onderdeel van de S-Bahn van Hamburg en alleen treinen van de S-Bahn kunnen hier stoppen. Het station ligt aan de City-S-Bahn Hamburg, een tunnel onder het centrum van Hamburg en is geopend op 1 juni 1975. Het station telt twee perronsporen aan één eilandperron.

## Treinverbindingen
De volgende S-Bahnlijnen doen station Stadhausbrücke aan:
| Serie | Treinsoort        | Route | Bijzonderheden |
| ----- | ----------------- | --- | -------------- |
|       | S-Bahn (DB Regio) | Hamburg Airport – /Poppenbüttel – Ohlsdorf – Barmbek – Berliner Tor – Hauptbahnhof – Stadthausbrücke – Altona – Blankenese – Wedel |                |
|       | S-Bahn (DB Regio) | Pinneberg – Elbgaustraße – Eidelstedt – Altona – Stadthausbrücke – Hauptbahnhof – Harburg – Harburg Rathaus – Neugraben            |                |